# Spoorlijn Kesteren - Amersfoort
De spoorlijn van Kesteren naar Amersfoort, ook wel de Kersenlijn genoemd, werd geopend in 1886 en maakte deel uit van de verbinding Amsterdam – Keulen, via Amersfoort, Veenendaal, Nijmegen en Kleef.
De lijn sloot bij Kesteren aan op de Oostelijke Betuwelijn (Elst / Ressen-Bemmel – Geldermalsen) en moest voor een directe verbinding zorgen tussen Amersfoort en Nijmegen en daarmee tussen Amsterdam en Nijmegen, een HSM-verbinding in concurrentie met de Rhijnspoorweg/Staatsspoorwegen.
Nadat in de Tweede Wereldoorlog de spoorbrug bij Rhenen werd verwoest, werd de lijn niet meer heropend voor reizigersverkeer, delen van de lijn bleven wel in gebruik voor goederenvervoer.
Het trajectgedeelte tussen De Haar en Rhenen werd in 1981 gereactiveerd, nu als aftakking van de Spoorlijn Amsterdam - Arnhem (Rhijnspoorweg), deze lijn staat nu bekend als de Veenendaallijn. Het trajectgedeelte tussen Amersfoort en Leusden staat nu in de volksmond bekend als de Ponlijn.

## Geschiedenis
Al op 10 november 1875 waren er plannen van de staat om een spoorlijn aan te leggen van Amersfoort over Veenendaal naar Wageningen, maar om defensie-redenen werden de plannen destijds gewijzigd; in plaats van via Wageningen moest de spoorlijn via Rhenen en de Rijnbrug aansluiten op de Betuwelijn van Dordrecht, Geldermalsen en Tiel naar Arnhem en Nijmegen.

### Beginjaren
De lijn was omstreeks 1884 gereed, maar toen was nog niet vastgesteld welke spoorwegmaatschappij de exploitatie op zich zou nemen. De overheid wilde graag een door één maatschappij geëxploiteerde spoorweg van Amsterdam over Nijmegen naar het Duitse Kleef. De Hollandsche IJzeren Spoorweg-Maatschappij (HIJSM) was heer en meester in de Nederlandse hoofdstad en wilde graag een exploitatie van Amsterdam naar Nijmegen, mede omdat deze al de spoorlijn in gebruik had tussen Amsterdam, Hilversum en Amersfoort en omdat de verbinding met Veenendaal en Kesteren goed aansloot om een exploitatie naar Nijmegen tot stand te brengen. Maar de HIJSM had daarbij wel de hulp nodig van de concurrent Maatschappij tot Exploitatie van Staatsspoorwegen (SS) die de trein verder naar Nijmegen kon brengen. Men noemde dat een 'Running Power'. Dit was zeer moeilijk in die tijd, doordat deze twee maatschappijen regelmatig met elkaar in concurrentiestrijd waren verwikkeld. SS wilde wel samenwerken maar op een andere voorwaarde. SS had al de Betuwespoorlijn in exploitatie van Nijmegen naar Dordrecht via Kesteren, Tiel en Geldermalsen en zag de nieuwe spoorlijn naar Amersfoort als een mooie, aansluitende verbinding naar de hoofdstad. Zij wilde graag een Running Power van de HIJSM op de Oosterspoorweg tussen Amersfoort en Amsterdam. SS wilde daar graag ook een station en dit was een mooie kans. Daar wilde de HIJSM echter niets van weten. Amsterdam voor de HIJSM en voor niemand anders was de slogan, waarop SS andere plannen ging maken.
Intussen waren ook de regering en de Eerste en de Tweede Kamer in een strijd verwikkeld over deze situatie. De oplossing kwam in januari 1886 met een Koninklijk Besluit, waarbij de exploitatie tijdelijk aan de HIJSM werd gegund, zodat eindelijk op 18 februari 1886 de HIJSM ging pendelen tussen Amersfoort Staat en Kesteren. In Amersfoort had de HIJSM het medegebruik van het station van de Nederlandsche Centraal-Spoorweg-Maatschappij (NCS). Tussen Amersfoort Staat en het NCS-station werd een verbindingsspoortje aangelegd. Toen de doorgaande treinen naar Nijmegen gingen rijden, werd een ongelijkvloerse kruising aangelegd waarbij het mogelijk werd om rechtstreeks vanaf station Amersfoort Staat de NCS-spoorlijn te kruisen en aan te sluiten op de bestaande Oosterspoorlijn.
Doorgaande treinen naar Nijmegen waren toen nog niet mogelijk, omdat er nog steeds geen overeenstemming was tussen de beide spoorwegmaatschappijen. Maar er kwam schot in de zaak toen de regering dreigde het medegebruik van de spoorlijn op te dragen aan de HIJSM en SS dat dan maar had te gedogen. SS en de HIJSM kwamen overeen dat alle HIJSM-treinen vanuit Kesteren met SS-tractie naar Nijmegen zouden worden gebracht waarbij uiteindelijk op 1 juni 1889 de doorgaande verbinding tussen Amsterdam en Nijmegen tot stand zou worden gebracht.
Uiteindelijk besliste de overheid dat de grote spoorlijnen opnieuw werden herverdeeld. De Betuwespoorlijn ging over naar de HIJSM. Hierdoor was de HIJSM niet meer afhankelijk van SS, werd het emplacement in Kesteren uitgebreid en waren er vele mogelijkheden voor de HIJSM om haar treindiensten uit te breiden. Eind jaren 1890 reden er allerlei soorten treinen over de spoorlijn tussen Amersfoort, Veenendaal en Kesteren naar Nijmegen, Kleef en verder Duitsland in: sneltreinen, stoptreinen en vele goederentreinen. In 1891 kwamen hier drie lokaaltreinen bij met alleen 2e en 3e klasse.
Vanwege de belangengemeenschap die SS en de HIJSM in 1917 waren aangegaan, kwam er een eind aan de concurrentie. Er veranderde niet echt veel, maar de lijn Kesteren – Amersfoort werd wel minder belangrijk. Nieuw was rond 1919 en 1920 dat vele snel- en stoptreinen van Amsterdam en Amersfoort vanuit Nijmegen werden doorgetrokken tot Maastricht en Heerlen en in de zomer zelfs met doorgaande rijtuigen voor het Zwitserse Bazel. De doorgaande D-treinen naar Nijmegen en Duitsland via Kleef hebben tot rond 1932 gereden.

### Tweede Wereldoorlog
In 1940 kwam er een einde aan de doorgaande treinen en reden de snel- en stoptreinen niet verder dan Nijmegen. Daarin kwam tijdens de Tweede Wereldoorlog een korte onderbreking, doordat op 13 mei 1940 de spoorbrug bij Rhenen door Nederlandse artillerie onder vuur werd genomen. De ontsteking van de aangebrachte springlading werkte niet. Met letterlijk de laatste granaat lukte het de springlading tot ontploffing te brengen, waardoor de brug vernield werd. Na de strijd van de meidagen werd de brug enkelsporig hersteld met vrijgekomen brugdelen van de brug over de Oosterdoksluis te Amsterdam. Door de oorlog heen werd het vervoer weer zo goed mogelijk uitgevoerd. In de oorlog vonden diverse beschietingen van de spoorlijn en de treinen plaats.
Op 3 februari 1943 stortte een Engelse bommenwerper neer vlak bij de spoorlijn, ruim twee kilometer ten noorden van station Woudenberg-Scherpenzeel. Precies 75 jaar later is op de plek van de crash een monument opgericht.
In 1944 kwam door de spoorwegstaking een einde aan de treindiensten op de spoorlijn. De Rhenense brug werd op 2 oktober 1944 opnieuw vernield. Ditmaal was de oorzaak een aanval van de geallieerden. In december 1944 maakten Duitse Sprengcommando's de brug verder onklaar. Slechts twee pijlers bleven over.

### Definitief einde reizigersvervoer
Na de oorlog is de brug bij Rhenen niet meer als spoorbrug hersteld. Mede op de twee overgebleven brugpijlers werd in 1957 wel een nieuwe verkeersbrug gebouwd. Op de spoorlijn vanuit Amersfoort werd de reizigersdienst niet hervat en zou dus alleen nog maar voor goederenvervoer worden gebruikt. Omdat Rhenen voor reizigers nu niet meer per spoor bereikbaar was, werd het station in Kesteren hernoemd in Kesteren-Rhenen. Er werd een busdienst opgezet tussen Rhenen en Amersfoort tot het definitieve besluit kwam om het reizigersvervoer per spoor tussen Rhenen en Amersfoort te staken.
Begin jaren '50 werd in Veenendaal een aftakking aangelegd langs de Groeneveldselaan naar de toen nieuwe SKF-fabriek.
In 1954 kreeg de spoorlijn de status van een lokaalspoorlijn waarbij het seinwezen werd vereenvoudigd.

### Ingebruikname voor autotreinen
Vanaf 16 december 1966 nam Pon’s Automobielhandel zijn losplaats aan de lijn in Leusden in gebruik. Dit deel van de spoorlijn wordt ook wel de Ponlijn genoemd. Hier rijden nog vrijwel elke werkdag autotreinen vanuit Duitsland naar importeur Pon. Bij station Woudenberg-Scherpenzeel had Peugeot-importeur Nefkens ook een losplaats voor auto's. In 1992 werd dat beëindigd.
Op 28 mei 1972 werd het gedeelte Woudenberg-Scherpenzeel – Veenendaal – Rhenen gesloten, vanwege beëindiging van het goederenvervoer.

### Gedeeltelijke heropening
In mei 1981 werd weer personenvervoer ingesteld op het gedeelte van de lijn ten zuiden van de spoorlijn Utrecht – Arnhem, als aftakking van de lijn uit Utrecht. Met deze Veenendaallijn werden Veenendaal en Rhenen weer per spoor bereikbaar. Het station Kesteren - Rhenen aan de overkant van de Rijn werd weer Kesteren genoemd.

### Verdere sluitingen
In 1988 werd het gedeelte Leusden raccordement Pon – Woudenberg-Scherpenzeel gesloten en aansluitend tot aan de Leusbroekerweg in Leusden opgebroken.
Het spoorgedeelte tussen raccordement Pon en de Leusbroekerweg tussen Leusden en Woudenberg is begin jaren '90 nog gebruikt als opslaglocatie voor speciale spoorstaafsecties met diagonale dwarsliggers. Hiervoor werd een speciale portaalkraan op breedspoor geïnstalleerd. Dit type dwarsliggers werd kort na de oorlog op een aantal spoorlijnen toegepast vanwege materiaalbesparing. In de praktijk bleek dit echter lastig te onderhouden, waardoor deze spoorsecties later verhuisden naar raccordementen en opstelterreinen. Met de spoorsecties die opgeslagen werden op de Ponlijn is onder meer opstelterrein de Bokkeduinen in Amersfoort aangelegd. Ook op de Ponlijn zelf zijn ze deels geplaatst. Het spoor waar de secties werden opgeslagen, inclusief het breedspoor voor de portaalkraan zijn in maart 2017 opgebroken. Van de Ponlijn rest nu enkel nog het spoorgedeelte Amersfoort-Leusden, met enkele rangeersporen bij het terrein van auto-importeur Pon.

## Speciale ritten
Hoewel in 1944 aan de personendienst over deze lijn een einde kwam, hebben voor bijzonder vervoer nog wel enkele personentreinen gereden. Zo werd het emplacement van Rhenen in de jaren '50 gebruikt als kampeerterrein van de stichting Jongeren en Studenten uit Amsterdam. De Nederlandse Spoorwegen hadden in 1949 enkele oude wagens, waaronder oude Coupérijtuigen en een Restauratierijtuig, afgestaan aan deze stichting JES, voor hun 'Jeugdtrein'.
Verder werden een aantal besloten ritten gemaakt, namelijk op 29 augustus 1970 tussen Amersfoort en Rhenen voor de NVBS, op 24 mei 1972 van Veenendaal naar Rhenen voor de Ritmeester sigarenfabrieken, op 6 oktober door NS van Amersfoort naar Rhenen, in 1976 voor buurtvereniging 't Spoor uit Woudenberg, waarbij driemaal gependeld werd tussen Woudenberg en Veenendaal en op 30 oktober 1976 voor NVBS tussen Amersfoort en Veenendaal.
In het weekend van 26 en 27 september 1981 vond tussen Amersfoort en Woudenberg het evenement 'Stoom '81' plaats ter gelegenheid van het 50-jarige jubileum van de NVBS. Er werd toen onder andere een parade met stoomlocomotieven gehouden en er werden pendelritten met stoom gemaakt tussen beide plaatsen.
Nadat ook het baanvak Leusden - Woudenberg opgebroken was, is er op de Ponlijn nog een aantal gezelschapsritten gehouden. Hierbij was het meest uiteenlopende (diesel)materieel in Leusden te zien, zoals: Het directierijtuig NS 20 (Kameel), ACTS Class'58 + DB-rijtuigen + VolkerRail V100 + ACTS 1254, DE2 186, Plan U's 114, 116 & 151.

## Materieel op de spoorlijn Kesteren - Amersfoort
Op de spoorlijn Kesteren – Amersfoort heeft heel wat materieel gereden. In de HSM-tijd waren onder andere de HSM-Bogen serie 350-408 waar te nemen (1600-serie in de NS-tijd). Met name na de belangengemeenschap in 1917 en de fusie in 1925 tussen de HSM en SS tot de N.V. Nederlandse Spoorwegen waren er diverse soorten machines van zowel SS als HSM waar te nemen die inmiddels allemaal opnieuw waren genummerd. Op de Veenendaallijn werden de meeste diensten gereden door de Depots Amsterdam en Nijmegen. De 1900-serie en ook de Nijmeegse Zeppelins van de serie 3600 waren hier veel te zien. Verder waren 3700'en, 3800'en en 3900'en waar te nemen en waren ook de 1700'en (voorheen van SS) actief. Na de oorlog waren ook op de goederentreinen die nog over de spoorlijn liepen de Engelse Austerity-machines van de serie 4400 tussen Amersfoort en Rhenen te zien. In de loop der tijd werd de stoomtractie vervangen door diesellocomotieven. Op reizigerstreinen waren vlak voor de oorlog soms ook enkele dieseltreinen van het type Dieselvijf te zien. In 1952 verdwenen de stoomlocomotieven van de serie 4400. Grote Sikken kwamen ervoor in de plaats maar later ook de andere diesellocs van de serie 600, 2200 en 2400.

## Beveiliging en seinwezen
De Veenendaallijn kreeg tussen 1913 en 1923 een klassieke mechanische spoorwegbeveiliging, compleet met het klassieke blokstelsel. De complete spoorlijn was opgedeeld in vijf blokken:
- Kesteren – Rhenen
- Rhenen – Veenendaal
- Veenendaal – Woudenberg
- Woudenberg – Leusden
- Leusden – Amersfoort Staat

De spoorlijn tussen Kesteren en Rhenen was dubbelsporig aangelegd en kreeg blokstelsel-2, wat betekent dat er tussen Kesteren en Rhenen in beide richtingen één trein per richting kon rijden zonder tussenblok.
Tussen Rhenen en Woudenberg-Scherpenzeel was de spoorlijn enkelsporig aangelegd. Op Rhenen en Veenendaal en Woudenberg-Scherpenzeel werd blokstelsel A ingevoerd, waarbij het trajectdeel uit twee blokken bestond. Tussen Rhenen en Veenendaal kon dan maar één trein het blok binnenrijden, ongeacht de richting. Dat betekent dat als het blok bezet was omdat er een trein onderweg was, er vanuit Veenendaal en Rhenen geen tweede trein kon vertrekken totdat de trein richting Rhenen door post 11 te Rhenen dan wel richting Veenendaal door post T in Veenendaal was binnengeblokt. Dat gold ook voor het treinverkeer naar Woudenberg-Scherpenzeel.
Tussen Woudenberg-Scherpenzeel en Amersfoort Staat was de spoorlijn ook dubbelsporig aangelegd, maar kreeg in plaats van blokstelsel-2 het blokstelsel-3 in dienst met een tussenblokpost te Leusden. Tussen Amersfoort en Woudenberg-Scherpenzeel konden in beide richtingen maximaal twee treinen achter elkaar op blokafstand rijden. Als de eerste trein de blokpost in Leusden was gepasseerd kon een tweede trein in dezelfde richting vertrekken.
De stationsbeveiliging werd waargenomen vanuit de diverse seinhuizen en op de Posten T waar de treindienstleiders zetelden. Naast de in- en uitrijseinen die de vertrek- en aankomstsporen beveiligden bevonden er zich op de stations uiteraard ook rangeerseinen. En stonden langs het hele traject ook de diverse seinen en borden als snelheidsaanduidingen alsmede de bekende attentiebakens die behoren tot de voorseinen. Ook stonden er langs het spoor een tal van Wachtposten voor het bedienen van de spoorwegovergangen.

## Stations en gebouwen
Overzicht van stations langs de lijn (cursief: voormalig station):
| Station                 | Geopend | Huidig gebouw                                                                |
| ----------------------- | ------- | ---------------------------------------------------------------------------- |
| Kesteren                | 1885    | 1885, SS, 1e gebouw, uniek ontwerp                                           |
| Rhenen                  | 1886    | geen, gebouw Standaardtype Hemmen gesloopt in 1957, station gesloten in 1944 |
| Rhenen                  | 1981    | 1981, 1e gebouw, uniek ontwerp van Douma                                     |
| Veenendaal              | 1886    | geen, gebouw Standaardtype Hemmen gesloopt in 1975, station gesloten in 1944 |
| Veenendaal Centrum      | 1981    | 1981, 1e gebouw, uniek ontwerp van Douma                                     |
| Veenendaal West         | 1981    | 1981, 1e gebouw, uniek ontwerp van Douma                                     |
| De Haar                 | 1887    | geen, station gesloten in 1926                                               |
| Woudenberg-Scherpenzeel | 1886    | 1883, 1e gebouw, Standaardtype Hemmen nog aanwezig, station gesloten in 1944 |
| Leusden                 | 1886    | geen, station gesloten in 1926                                               |
| Nimmerdor               | 1889    | geen, stopplaats slechts één dag in gebruik geweest                          |
| Amersfoort Staat        | 1886    | geen, station vervangen door station Amersfoort in 1901                      |
| Amersfoort Centraal     | 1901    | 1997, NS, 2e gebouw, uniek ontwerp van van Belkum                            |

Wachtposten zijn te vinden op Lijst van wachtposten aan de spoorlijn Kesteren - Amersfoort.

## Afbeeldingen

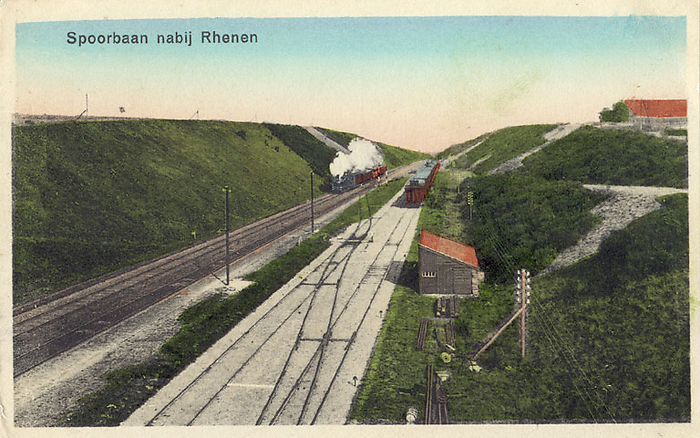
Spoorbaan nabij Rhenen
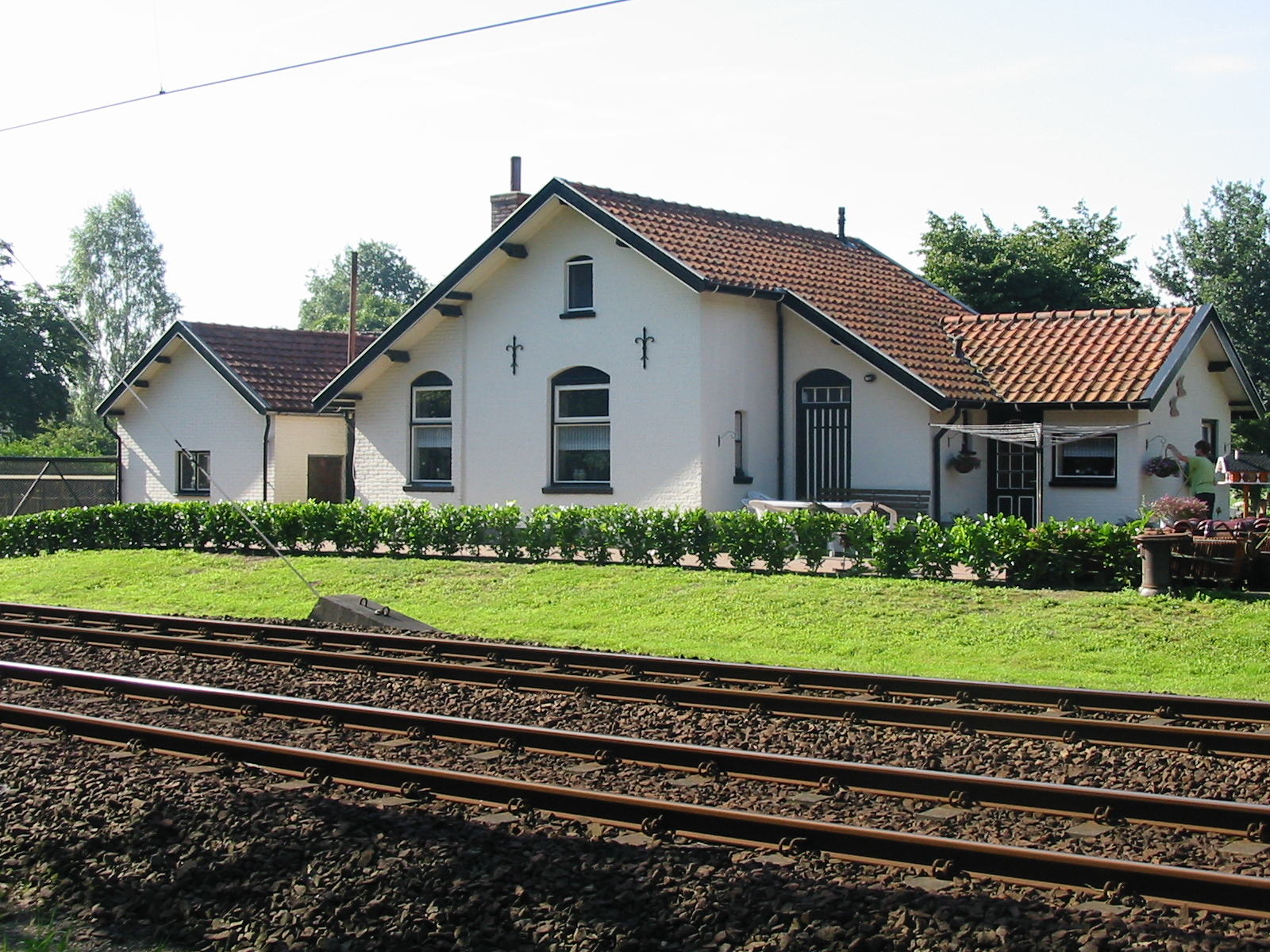
Voormalige wachtpost 35 bij Overberg
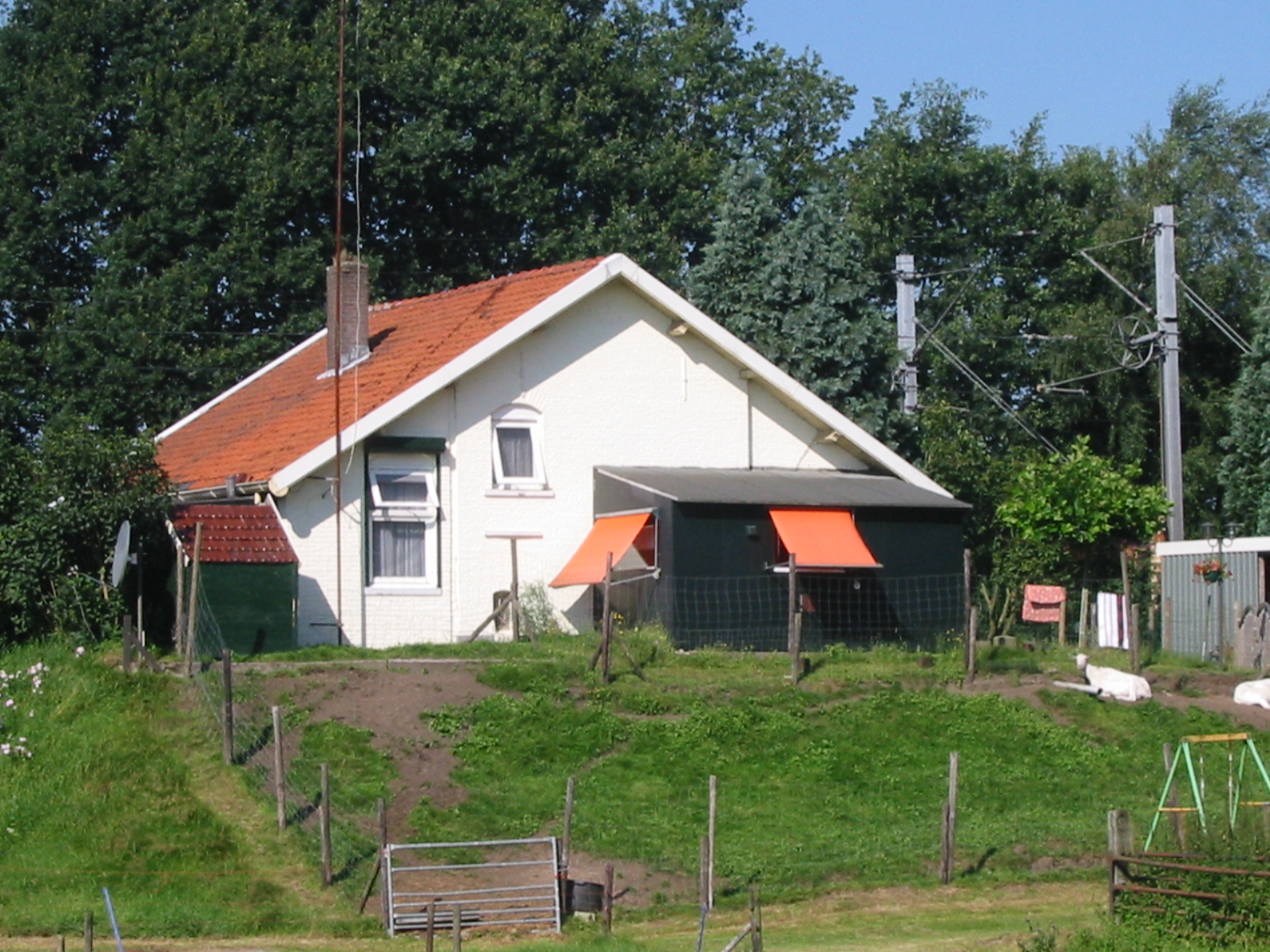
Voormalige wachtpost 36 bij De Haar aansluiting
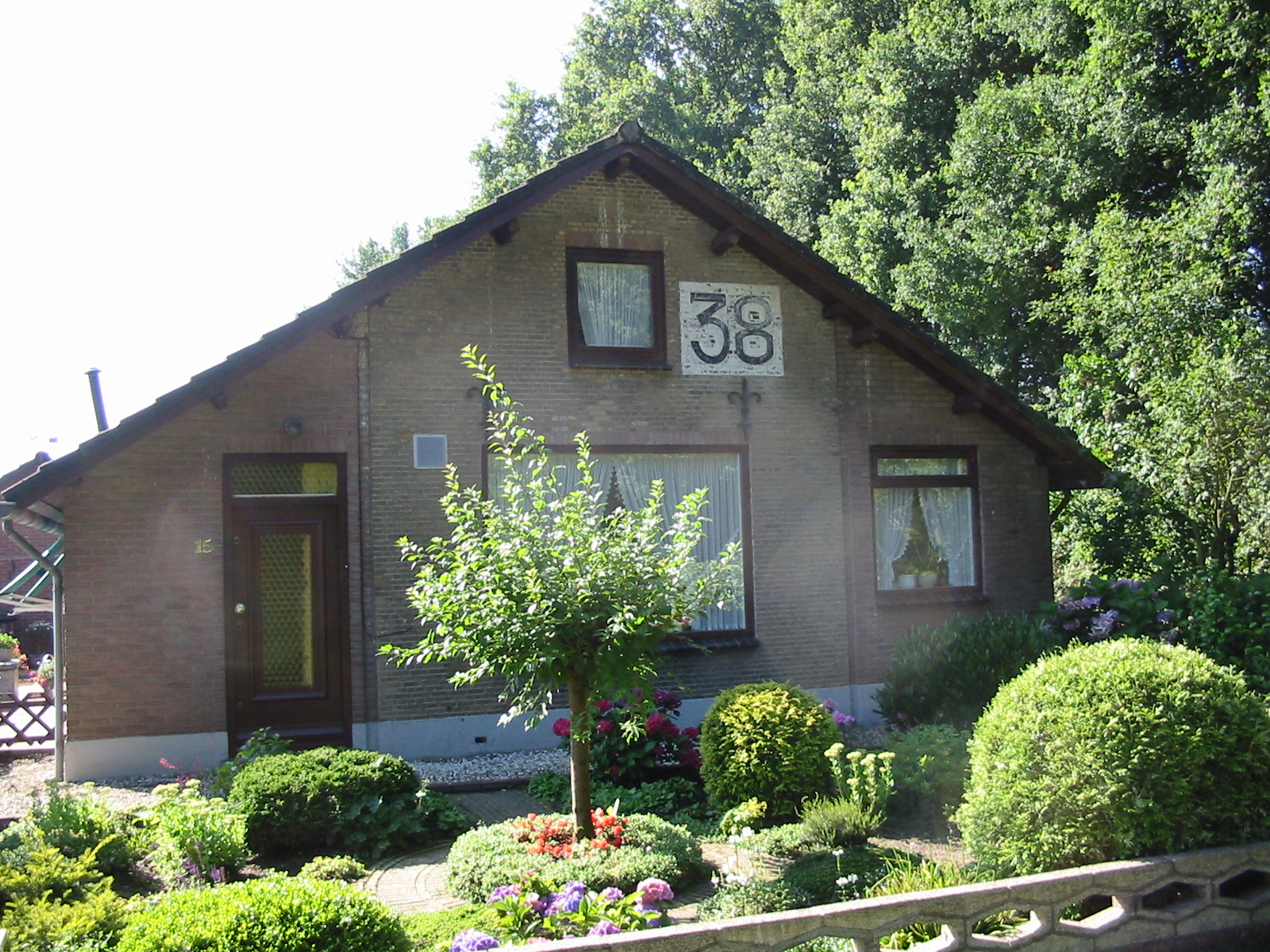
Voormalige wachtpost 38
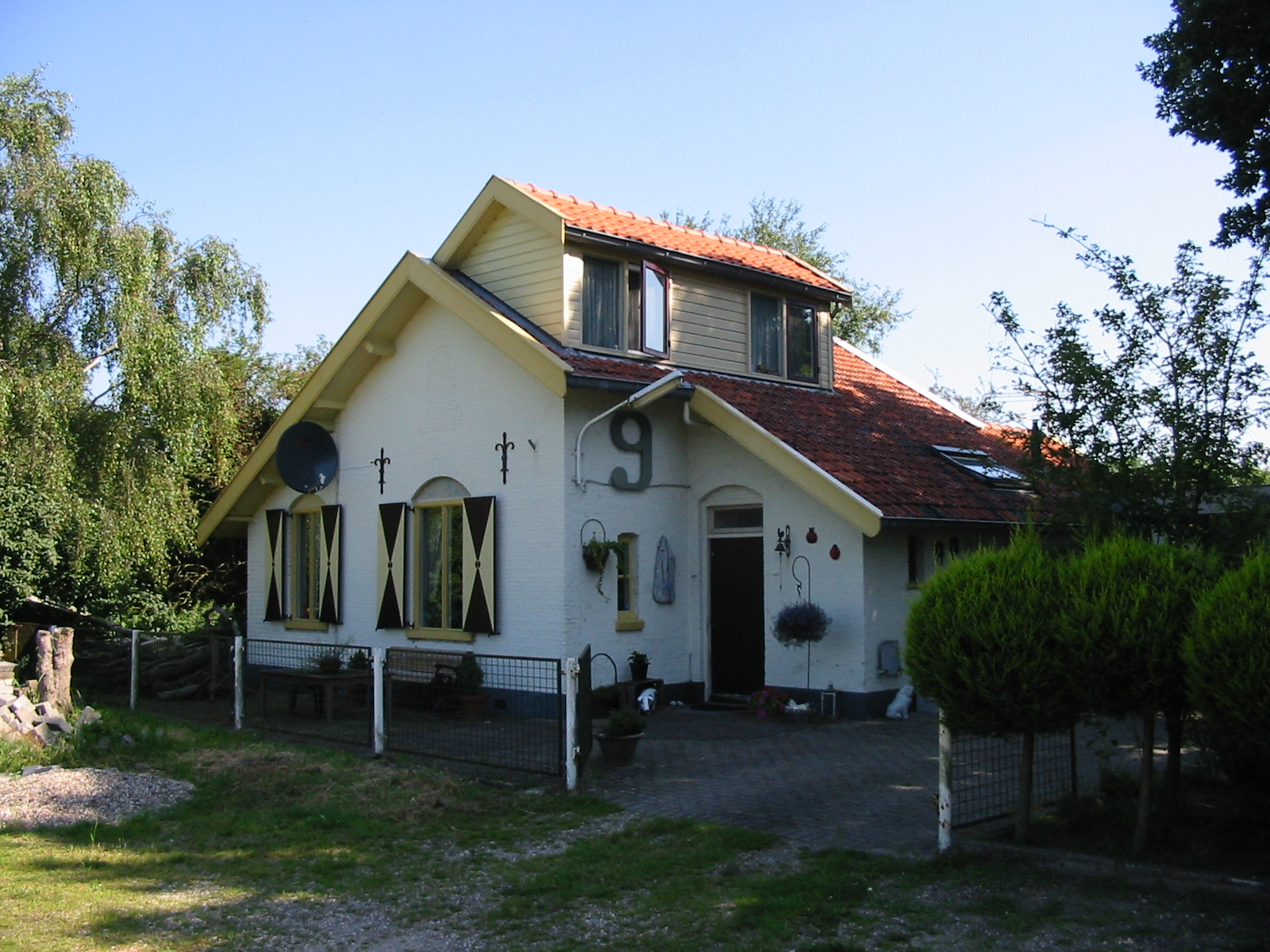
Voormalige wachtpost 39
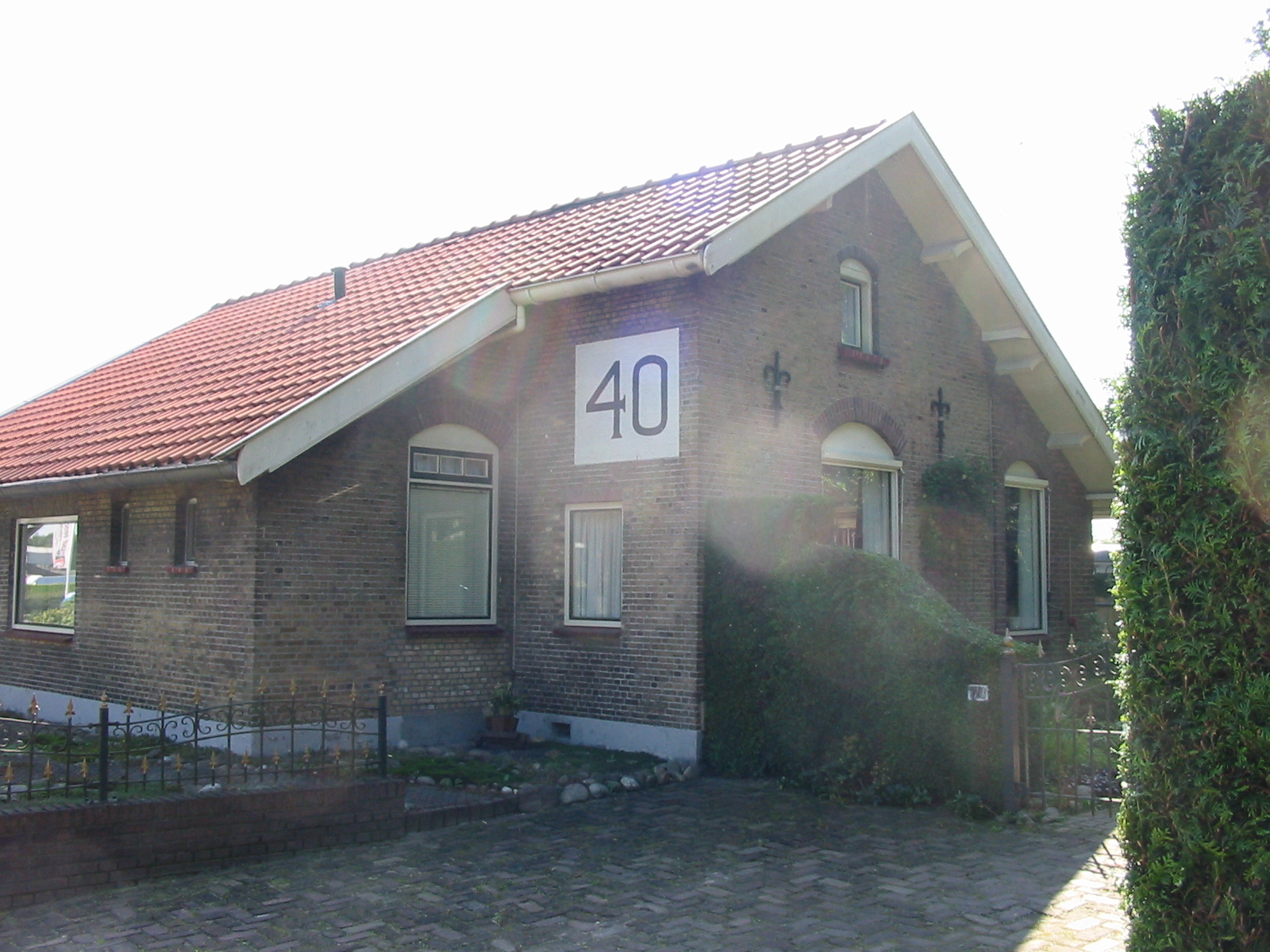
Voormalige wachtpost 40 bij Woudenberg
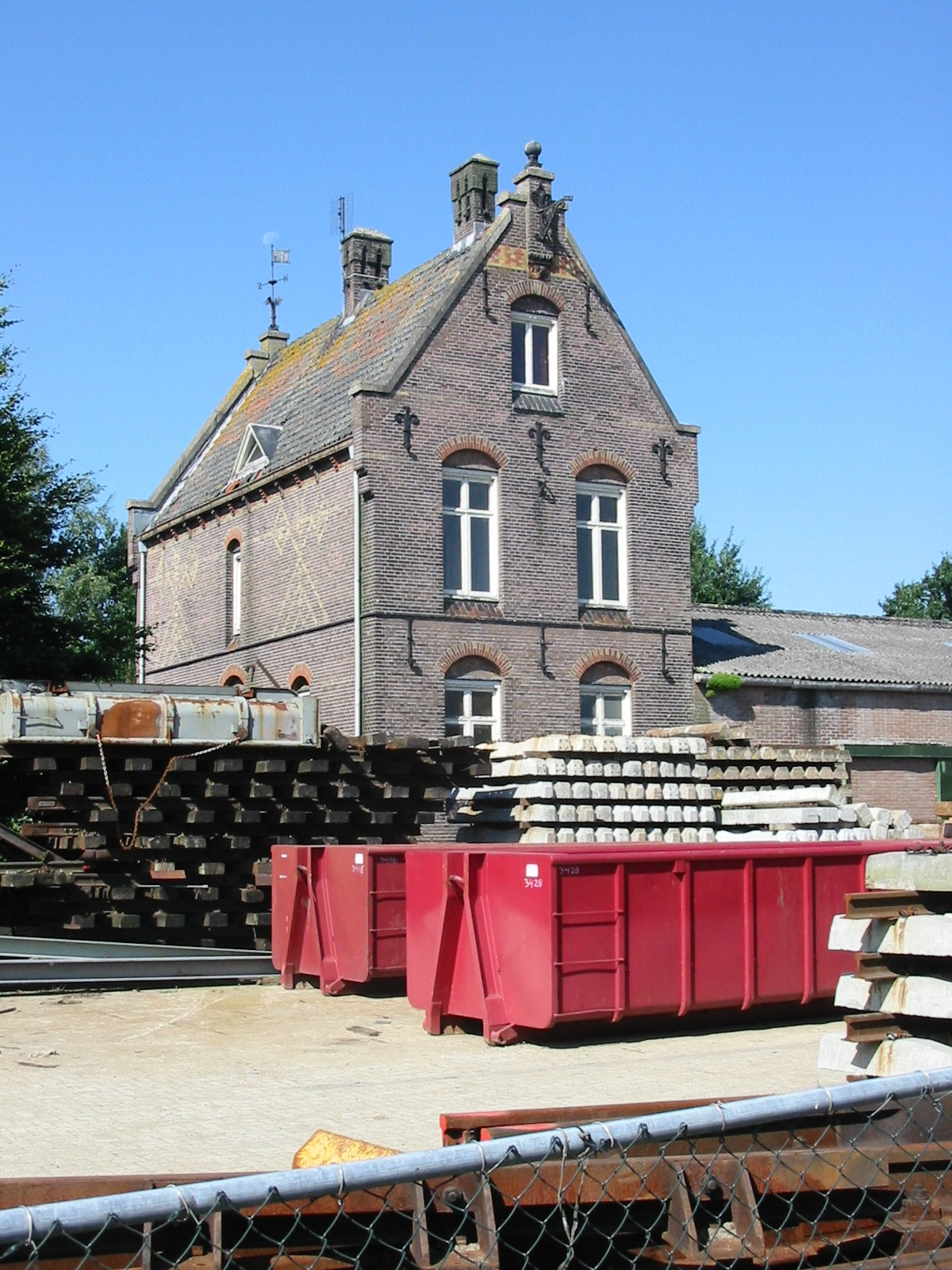
Voormalig stationsgebouw Woudenberg-Scherpenzeel
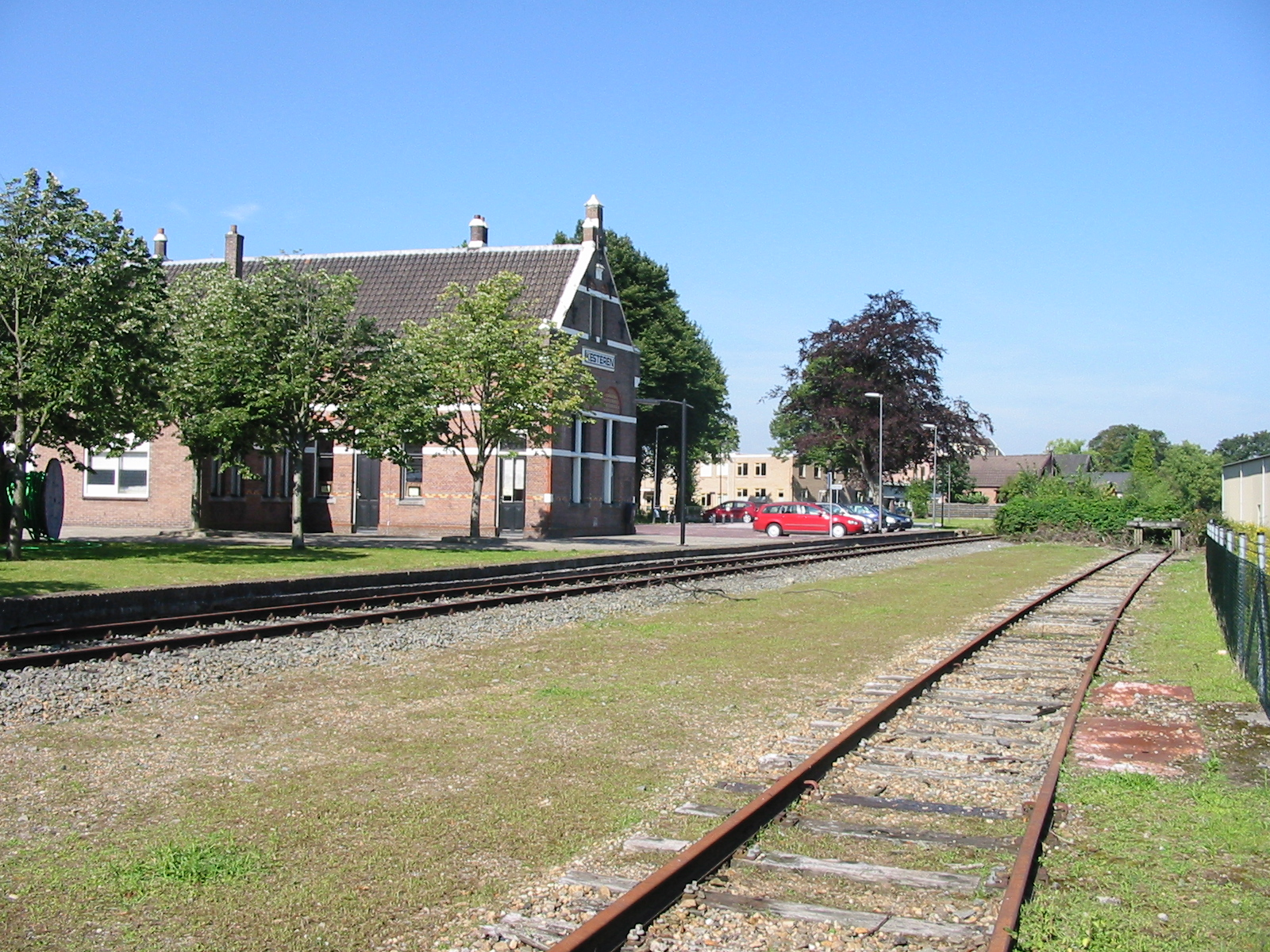
Station Kesteren met restant van de lijn naar Rhenen